# Austria agli VIII Giochi olimpici invernali
L'Austria partecipò agli VIII Giochi olimpici invernali, svoltisi a Squaw Valley, Stati Uniti, dal 18 al 28 febbraio 1960, con una delegazione di 26 atleti impegnati in cinque discipline.

## Medagliere

### Per discipline
| Sport             | Oro | Argento | Bronzo | Totale |
| ----------------- | --- | ------- | ------ | ------ |
| Sci alpino        | 1   | 2       | 2      | 5      |
| Salto con gli sci | 0   | 0       | 1      | 1      |
| Totale            | 1   | 2       | 3      | 6      |

### Medaglie
| Medaglia | Atleta           | Sport             | Evento                   |
| -------- | ---------------- | ----------------- | ------------------------ |
| Oro      | Ernst Hinterseer | Sci alpino        | Slalom speciale maschile |
| Argento  | Josef Stiegler   | Sci alpino        | Slalom gigante maschile  |
| Argento  | Hias Leitner     | Sci alpino        | Slalom speciale maschile |
| Bronzo   | Ernst Hinterseer | Sci alpino        | Slalom gigante maschile  |
| Bronzo   | Traudl Hecher    | Sci alpino        | Discesa libera femminile |
| Bronzo   | Otto Leodolter   | Salto con gli sci | -                        |